# Atalanta Bergamasca Calcio 1922-1923
Questa pagina raccoglie i dati riguardanti l'Atalanta Bergamasca Calcio nelle competizioni ufficiali della stagione 1922-1923.

## Stagione
Il campionato dei bergamaschi si rivela più che positivo, con la vittoria del proprio girone di Seconda Divisione. Il primato però non vale la promozione per via della riorganizzazione dei campionati attuata dalla federazione che bloccava l'accesso alla categoria superiore.
All'Atalanta restano una Coppa del Comitato Regionale e l'ammissione alle finali nazionali (perde contro il Carpi).
La Coppa Italia non viene disputata.

## Organigramma societario
Area direttiva
- Presidente: Enrico Luchsinger
- Vicepresidenti: ?
- Segretario: Rino Lupini
- Cassiere: ?
- Consiglieri: ?

Area tecnica
- Commissione tecnica: ?

Area sanitaria
- Medico sociale: ?
- Massaggiatore: ?

## Rosa
| N. |                   | Ruolo | Calciatore         |
| -- | ----------------- | ----- | ------------------ |
|    | Italia (bandiera) | P     | Angelo Farina      |
|    | Italia (bandiera) | P     | Giovanni Fumagalli |
|    | Italia (bandiera) | D     | Pietro Bianchi     |
|    | Italia (bandiera) | D     | Ettore Boninsegna  |
|    | Italia (bandiera) | D     | Elio Bedoni        |
|    | Italia (bandiera) | C     | Giuseppe Facoetti  |
|    | Italia (bandiera) | C     | Tito Legrenzi      |
|    | Italia (bandiera) | C     | Francesco Malagni  |
|    | Italia (bandiera) | C     | Lorenzo Campana    |

| N. |                     | Ruolo | Calciatore            |
| -- | ------------------- | ----- | --------------------- |
|    | Italia (bandiera)   | C     | Giovanni Varasi       |
|    | Italia (bandiera)   | C     | A. Ravasio            |
|    | Italia (bandiera)   | A     | Giacomo Cornolti (II) |
|    | Italia (bandiera)   | A     | Camillo Fenili        |
|    | Italia (bandiera)   | A     | Aldo Lanfranconi      |
|    | Italia (bandiera)   | A     | Marino Leidi          |
|    | Svizzera (bandiera) | A     | Felice Martinelli     |
|    | Italia (bandiera)   | A     | Edoardo Moretti       |
|    | Italia (bandiera)   | A     | Luigi Pianetti        |

## Calciomercato
| Acquisti | Acquisti           | Acquisti          |
| R.       | Nome               | da                |
| -------- | ------------------ | ----------------- |
| D        | Ettore Boninsegna  | Olona Pro Milano  |
| P        | Giovanni Fumagalli | A.L.P.E., Bergamo |
| A        | Marino Leidi       | A.L.P.E., Bergamo |
| C        | Giovanni Varasi    | A.L.P.E., Bergamo |
| A        | Felice Martinelli  | Inter             |

| Cessioni | Cessioni                  | Cessioni                     |
| R.       | Nome                      | a                            |
| -------- | ------------------------- | ---------------------------- |
| D        | Francesco Angarano        | A.L.P.E., Bergamo            |
| D        | Riccardo Cornolti (III)   | U.S. Bergamasca              |
| P        | Vittorio Pelvi            | Savoia                       |
| D        | Giovanni Ardizzi          | Savoia                       |
| D        | Procolo Pianetti          | Smette di giocare            |
| D        | Franco Pironi             | US Milanese                  |
| C        | Luigi Colombelli          | Residente in altra provincia |
| A        | Luca Pierino Cornolti (I) | U.S. Bergamasca              |
| A        | Edoardo Chieppi           | US Milanese                  |
| C        | Ottavio Moretti           | Smette di giocare            |

## Risultati

### Seconda Divisione

#### Girone d'andata
| Arbitro: | Crivelli (Milano) |

|               |           |  |
| Cavallini 25’ | Marcatori |  |

| Arbitro: | Zoni (Varese) |

|                |           |            |
| Carò ?’ (rig.) | Marcatori | ?’ Ravasio |

| Arbitro: | Cattaneo (Milano) |

|                                                      |           |                 |
| Boninsegna 6’, 80’ Cornolti II 24’ Pianetti 25’, 55’ | Marcatori | 40’ Bergamaschi |

| Arbitro: | Guiot (Milano) |

|                 |           |                |
| Tognasso II 58’ | Marcatori | 13’ Martinelli |

| Arbitro: | Ferro (Milano) |

|               |           |  |
| Fenili II 75’ | Marcatori |  |

| Arbitro: | Gaudenzi (Milano) |

|  |           |                 |
|  | Marcatori | 28’ 52’ Mantero |

| Arbitro: | Bottelli (Milano) |

|             |           |                                                             |
| Ferrari 85’ | Marcatori | 22’ (aut.) Lameri ?’ Cornolti II ?’, ?’ Martinelli ?’ Leidi |

#### Girone di ritorno
| Arbitro: | Muggiani (Milano) |

|                          |           |  |
| Leidi 80’ Martinelli 86’ | Marcatori |  |

| Arbitro: | Zoni (Varese) |

|                                                               |           |  |
| Martinelli 20’ Cornolti II 35’, 75’, 85’ Leidi 74’ Varasi 89’ | Marcatori |  |

| Arbitro: | Ferro (Milano) |

|  |           |                          |
|  | Marcatori | 65’ Martinelli 75’ Leidi |

| Arbitro: | Zoni (Varese) |

|                           |           |                        |
| Martinelli 30’ Fenili 33’ | Marcatori | 5’ Cerri 44’ Missaglia |

| Arbitro: | Guarnieri (Milano) |

|            |           |                          |
| Crippa 28’ | Marcatori | 33’ Leidi 41’ Martinelli |

| Arbitro: | Guarnieri (Milano) |

|               |           |           |
| Antonacci 20’ | Marcatori | 65’ Leidi |

| Bergamo 1º aprile 1923, ore ? 14ª giornata | Atalanta  | 7 – 1 | Officine Meccaniche | Stadio della Clementina |
| \| \| \| \| \| ??? \| Marcatori \| ??? \|  |           |       |                     |                         |
|                                            |           |       |                     |                         |
| ???                                        | Marcatori | ???   |                     |                         |

#### Semifinali nazionali
| Bergamo 6 maggio 1923, ore ? Andata | Atalanta       | 0 – 0 | Carpi | Stadio della Clementina\| Arbitro: \| Ferro (Milano) \| |
| Arbitro:                            | Ferro (Milano) |       |       |                                                         |

| Arbitro: | Fries (Milano) |

|                     |           |  |
| Tirelli II 18’, 27’ | Marcatori |  |

## Statistiche

### Statistiche di squadra
| Competizione               | Punti | In casa | In casa | In casa | In casa | In casa | In casa | In trasferta | In trasferta | In trasferta | In trasferta | In trasferta | In trasferta | Totale | Totale | Totale | Totale | Totale | Totale | DR  |
| Competizione               | Punti | G       | V       | N       | P       | Gf      | Gs      | G            | V            | N            | P            | Gf           | Gs           | G      | V      | N      | P      | Gf     | Gs     | DR  |
| -------------------------- | ----- | ------- | ------- | ------- | ------- | ------- | ------- | ------------ | ------------ | ------------ | ------------ | ------------ | ------------ | ------ | ------ | ------ | ------ | ------ | ------ | --- |
| Seconda Divisione girone C | 20    | 7       | 5       | 1       | 1       | 22      | 6       | 7            | 3            | 3            | 1            | 12           | 6            | 14     | 8      | 4      | 2      | 34     | 12     | +22 |
| Fase finale                |       | 1       | 0       | 1       | 0       | 0       | 0       | 1            | 0            | 0            | 1            | 0            | 2            | 2      | 0      | 1      | 1      | 0      | 2      | -2  |
| Totali                     |       | .       | .       | .       | .       | .       | .       | .            | .            | .            | .            | .            | .            | .      | .      | .      | .      | .      | .      | +20 |

### Statistiche dei giocatori
| Giocatore        | 2ª Divisione | 2ª Divisione | 2ª Divisione | 2ª Divisione | Fase Finale | Fase Finale | Fase Finale | Fase Finale | Totale   | Totale | Totale      | Totale     |
| Giocatore        | Presenze     | Reti         | Ammonizioni  | Espulsioni   | Presenze    | Reti        | Ammonizioni | Espulsioni  | Presenze | Reti   | Ammonizioni | Espulsioni |
| ---------------- | ------------ | ------------ | ------------ | ------------ | ----------- | ----------- | ----------- | ----------- | -------- | ------ | ----------- | ---------- |
| E. Bedoni        | ?            | ?            | ?            | ?            | ?           | ?           | ?           | ?           | ?        | ?      | ?           | ?          |
| P. Bianchi       | ?            | ?            | ?            | ?            | ?           | ?           | ?           | ?           | ?        | ?      | ?           | ?          |
| E. Boninsegna    | ?            | ?            | ?            | ?            | ?           | ?           | ?           | ?           | ?        | ?      | ?           | ?          |
| L. Campana       | ?            | ?            | ?            | ?            | ?           | ?           | ?           | ?           | ?        | ?      | ?           | ?          |
| G. Cornolti (II) | ?            | ?            | ?            | ?            | ?           | ?           | ?           | ?           | ?        | ?      | ?           | ?          |
| G. Facoetti      | ?            | ?            | ?            | ?            | ?           | ?           | ?           | ?           | ?        | ?      | ?           | ?          |
| A. Farina        | ?            | ?            | ?            | ?            | ?           | ?           | ?           | ?           | ?        | ?      | ?           | ?          |
| C. Fenili        | ?            | ?            | ?            | ?            | ?           | ?           | ?           | ?           | ?        | ?      | ?           | ?          |
| G. Fumagalli     | ?            | ?            | ?            | ?            | ?           | ?           | ?           | ?           | ?        | ?      | ?           | ?          |
| A. Lanfranconi   | ?            | ?            | ?            | ?            | ?           | ?           | ?           | ?           | ?        | ?      | ?           | ?          |
| T. Legrenzi      | ?            | ?            | ?            | ?            | ?           | ?           | ?           | ?           | ?        | ?      | ?           | ?          |
| M. Leidi         | ?            | ?            | ?            | ?            | ?           | ?           | ?           | ?           | ?        | ?      | ?           | ?          |
| F. Malagni       | ?            | ?            | ?            | ?            | ?           | ?           | ?           | ?           | ?        | ?      | ?           | ?          |
| F. Martinelli    | ?            | ?            | ?            | ?            | ?           | ?           | ?           | ?           | ?        | ?      | ?           | ?          |
| E. Moretti       | ?            | ?            | ?            | ?            | ?           | ?           | ?           | ?           | ?        | ?      | ?           | ?          |
| L. Pianetti      | ?            | ?            | ?            | ?            | ?           | ?           | ?           | ?           | ?        | ?      | ?           | ?          |
| A. Ravasio       | ?            | ?            | ?            | ?            | ?           | ?           | ?           | ?           | ?        | ?      | ?           | ?          |
| G. Varasi        | ?            | ?            | ?            | ?            | ?           | ?           | ?           | ?           | ?        | ?      | ?           | ?          |